# العلاقات الفرنسية القرغيزستانية
العلاقات الفرنسية القيرغيزستانية هي العلاقات الثنائية التي تجمع بين فرنسا وقيرغيزستان.

## مقارنة بين البلدين
هذه مقارنة عامة ومرجعية للدولتين:
| وجه المقارنة                                              | فرنسا                                                    | قيرغيزستان                      |
| --------------------------------------------------------- | -------------------------------------------------------- | ------------------------------- |
| المساحة (كم2)                                             | 643.80 ألف                                               | 199.95 ألف                      |
| عدد السكان (نسمة)                                         | 67.12 مليون                                              | 6.20 مليون                      |
| الكثافة السكانية (ن./كم²)                                 | 104.26                                                   | 31.01                           |
| العاصمة                                                   | باريس                                                    | بيشكك                           |
| اللغة الرسمية                                             | لغة فرنسية                                               | اللغة الروسية، اللغة القيرغيزية |
| العملة                                                    | يورو، فرنك س ف ب، فرنك فرنسي، Livre tournois ‏            | سوم قيرغيزستاني                 |
| الناتج المحلي الإجمالي (بليون دولار)                      | 2.58 تريليون                                             | 7.56 مليار                      |
| الناتج المحلي الإجمالي (تعادل القوة الشرائية) بليون دولار | 2.87 تريليون                                             | 20.45 مليار                     |
| الناتج المحلي الإجمالي الاسمي للفرد دولار أمريكي          | 36.20 ألف                                                | 1.10 ألف                        |
| الناتج المحلي الإجمالي للفرد دولار أمريكي                 | 39.33 ألف                                                |                                 |
| مؤشر التنمية البشرية                                      | 0.888                                                    | 0.655                           |
| رمز المكالمات الدولي                                      | +33                                                      | +996                            |
| رمز الإنترنت                                              | .fr، .bzh ‏، .tf، .re، .wf، .yt، .pm، .paris              | .kg                             |
| المنطقة الزمنية                                           | أوروبا/باريس ‏، توقيت وسط أوروبا، توقيت وسط أوروبا الصيفي | ت ع م+06:00                     |

## منظمات دولية مشتركة
يشترك البلدان في عضوية مجموعة من المنظمات الدولية، منها:
| علم المنظمة | اسم المنظمة                        | تاريخ انضمام فرنسا | تاريخ انضمام قيرغيزستان |
| ----------- | ---------------------------------- | ------------------ | ----------------------- |
|             | بنك التنمية الآسيوي                | 1970               | 1994                    |
|             | مؤسسة التنمية الدولية              | 30 ديسمبر 1960     | 24 سبتمبر 1992          |
|             | يونسكو                             | 4 نوفمبر 1946      | 2 يونيو 1992            |
|             | وكالة ضمان الاستثمار متعدد الأطراف | 28 ديسمبر 1989     | 21 سبتمبر 1993          |
|             | الأمم المتحدة                      | 24 أكتوبر 1945     | 2 مارس 1992             |
|             | الاتحاد البريدي العالمي            | ?                  | ?                       |
|             | البنك الدولي للإنشاء والتعمير      | 27 ديسمبر 1945     | 18 سبتمبر 1992          |
|             | اتفاقية السماوات المفتوحة          | ?                  | ?                       |
|             | الاتحاد الدولي للاتصالات           | 1866               | 20 يناير 1994           |
|             | منظمة حظر الأسلحة الكيميائية       | ?                  | ?                       |
|             | مؤسسة التمويل الدولية              | 20 يوليو 1956      | 11 فبراير 1993          |
|             | منظمة التجارة العالمية             | 1995               | ?                       |
|             | منظمة الشرطة الجنائية الدولية      | ?                  | ?                       |
|             | منظمة الأمن والتعاون في أوروبا     | 25 يونيو 1973      | 30 يناير 1992           |

## وصلات خارجية
- موقع وزارة الخارجية الفرنسية
- موقع وزارة الخارجية القيرغيزستانية